# Liefde op het eerste gezicht
Liefde op het eerste gezicht was een Nederlands datingprogramma dat tussen 1991 en 1997 uitgezonden werd door RTL 4, later door Veronica en uiteindelijk weer door RTL 4.

## Programma
Het draaide in Liefde op het eerste gezicht om zes vrijgezelle deelnemers (drie mannen en drie vrouwen) tussen de 18 en 32 jaar die elkaar voor de opnamen nog nooit gezien hadden. De kandidaten ontdekten aan de hand van zes vragen of ze mogelijk bij een van de andere deelnemers zouden passen.
De vragen werden van tevoren niet aan de kandidaten getoond, wat spontane antwoorden opleverde. Uiteindelijk ontstonden er geen, één of meerdere koppels.
Wanneer een man en een vrouw elkaar uit hadden gekozen mochten ze buiten het programma om een avondje met elkaar uit. In de volgende uitzending kwamen ze daar vervolgens op terug. Met behulp van acht vragen werd getest of ze echt bij elkaar pasten. Als alle vragen goed beantwoord werden, wonnen de kandidaten een verre vliegreis.

## Presentatie
Het programma werd tussen 1991 en 1995 gepresenteerd door Rolf Wouters, in de eerste afleveringen samen met Caroline Tensen. Na de overstap van het programma naar Veronica nam Mike Starink in 1996 de presentatie over; bij de terugkeer naar RTL 4 werd Carlo Boszhard de presentator.

## Trivia
- Zestig à zeventig procent van de deelnemers gaf zichzelf op; de rest werd ertoe aangezet door familie en vrienden.[2]
- De Belg Jo De Poorter presenteerde van 1995 tot 1997 een Vlaamse variant van dit tv-programma.

## Titelsong
De titelsong van het programma werd ingezongen door Gerard Joling, die er in het voorjaar van 1994 een hit mee scoorde. Het nummer schopte het tot de 17de plaats van de Mega Top 50 en de 25ste plaats van de Nederlandse Top 40. Voor de Vlaamse versie van het programma werd het nummer in 1995 ook opgenomen door presentator Jo De Poorter, die er de 20ste plaats mee behaalde in de Ultratop 50.